# البراكين في كندا
يتم تمثيل البراكين في كندا من خلال العديد من أنواع التضاريس بما في ذلك تدفقات الحمم البركانية ، والهضاب البركانية ، وقباب الحمم البركانية ، ومخاريط الجمرة ، والبراكين الطبقية ، والبراكين الدرع ، والبراكين المغمورة ، والكالديراس ، والفتات ، والمار ، إلى جانب أمثلة من الأشكال البركانية الأقل شيوعًا مثل توياس والتلال تحت الجليدية. لها تاريخ بركاني معقد للغاية يمتد من عصر ما قبل الكمبري قبل 3.11 مليار سنة على الأقل عندما بدأ هذا الجزء من قارة أمريكا الشمالية في التكون.
على الرغم من أن النشاط البركاني للبلاد يعود إلى عصر ما قبل الكمبري ، إلا أن النشاط البركاني لا يزال يحدث في غرب وشمال كندا حيث يشكل جزءًا من سلسلة محاصرة من البراكين والزلازل المتكررة حول المحيط الهادئ تسمى حلقة النار في المحيط الهادئ. ولكن نظرًا لوجود البراكين في غرب وشمال كندا في مناطق وعرة نائية ومستوى النشاط البركاني أقل تواترًا من البراكين الأخرى حول المحيط الهادئ ، يُعتقد عمومًا أن كندا تحتل فجوة في حلقة النار في المحيط الهادئ بين براكين الغرب. الولايات المتحدة من الجنوب والبراكين الأليوتية في ألاسكا في الشمال. ومع ذلك ، فإن المناظر الطبيعية الجبلية في غرب وشمال كندا تضم أكثر من 100 بركان نشط خلال المليوني سنة الماضية والتي أودت ثوراناتها بحياة العديد من الأشخاص. كان النشاط البركاني مسؤولاً عن العديد من الميزات الجيولوجية والجغرافية في كندا وتمعدنها ، بما في ذلك نواة أمريكا الشمالية المسماة الدرع الكندي.
أدت البراكين إلى تكوين مئات المناطق البركانية وتشكيلات الحمم البركانية الواسعة في جميع أنحاء كندا ، مما يشير إلى أن البراكين لعبت دورًا رئيسيًا في تشكيل سطحها. تنشأ أنواع البراكين والحمم المختلفة في البلاد من إعدادات تكتونية مختلفة وأنواع من الانفجارات البركانية ، بدءًا من انفجارات الحمم البركانية السلبية إلى الانفجارات المتفجرة العنيفة. تمتلك كندا سجلًا غنيًا بأحجام كبيرة جدًا من الصخور البركانية تسمى المقاطعات النارية الكبيرة. يتم تمثيلهم من خلال أنظمة السباكة العميقة التي تتكون من أسراب عملاقة من السدود ، ومقاطعات عتبات وتداخلات متعددة الطبقات. أكثر المقاطعات النارية الكبيرة قدرة في كندا هي أحزمة الحجر الأخضر العمري (منذ 3800-2500 مليون سنة) التي تحتوي على صخرة بركانية نادرة تسمى كوماتايت وهي من اندر الصخر

## أنماط الثوران والتكوينات البركانية
| Hawaiian eruptions                     |  | Hawaiian eruptions are passive eruptions characterized by effusive emission of highly fluid basalt lavas with low gas contents. Like other Hawaiian eruptions, the relative volume of ejected pyroclastic material is less than that of all other eruption types. The main phenomenons during Hawaiian eruptions is steady lava fountaining and the production of thin lava flows that eventually build up into large, broad shield volcanoes. Eruptions are also common in central vents near the summit of shield volcanoes, and along linear volcanic vents radiating outward from the summit area. Lava advances downslope away from their source vents in lava channels and lava tubes. In Canada, cinder cones form when lava fountains release fragments of lava that harden in the air and fall around a linear volcanic vent. The rock fragments, often known as cinder or scoria, are glassy and contain gas bubbles "frozen" into place as magma exploded into the air and then cooled quickly. Some of the lava is not fragmented and flows from the vent as a lava flow. Cinder cones are also called pyroclastic cones and are found in volcanic fields, on the flanks of shield volcanoes, stratovolcanoes and calderas. For example, geologists have identified at least 30 young cinder cones on the Mount Edziza volcanic complex, a large shield volcano in northwestern British Columbia with an area of 1,000 كيلومتر مربع (390 ميل2). Eve Cone, on the northern end of the Mount Edziza volcanic complex, is one of the best preserved cinder cones in Canada, due to its undeformed and symmetrical shape. During other Hawaiian eruptions, fluid basaltic lava may pond in vents, craters, or broad depressions to produce lava lakes. As lava lakes solidify, they create a grey-silver crust that is usually only a few centimeters thick. Active lava lakes comprise young crust that is repeatedly destroyed and regenerated. Convective motion of the underlying lava causes the crust to break into slabs and sink. This then exposes new lava at the surface that cools into a new crustal layer which will again fracture into slabs and be recycled into the circulating lava beneath the crust. |
| Phreatic and phreatomagmatic eruptions |  | Phreatic eruptions occur when rising magma makes contact with ground or surface water. The extreme temperature of the magma causes near-instantaneous evaporation, resulting in an explosion of steam, water, ash, rocks and volcanic bombs. The temperature of the rock fragments can range from cold to incandescent. If magma is included, the term phreatomagmatic may be used. Phreatomagmatic eruptions occasionally create broad, low-relief volcanic craters called maars. These explosion craters are interpreted to have formed above rubble-filled volcanic pipes called diatremes; deep erosion of a maar presumably would expose a diatreme. Maars range in size from 61 to 1,981 متر (200–6,499 قدم) across and from 9 to 198 متر (30–650 قدم) deep and are commonly filled with water to form a crater lake. Fiftytwo Ridge at the southeastern end of Wells Gray Provincial Park in southeastern British Columbia is an example of a volcano containing lake-filled maars. Most maars have low rims composed of a mixture of loose fragments of volcanic rocks and rocks torn from the walls of the diatreme. Phreatic explosions can be accompanied by carbon dioxide or hydrogen sulfide gas emissions. |
| Subglacial eruptions                   |  | Subglacial eruptions occur when lava erupts under large portions of glacial ice. As lava erupts under a large glacier, the heat of the lava would immediately start to melt the overlying glacial ice to produce meltwater. The resulting meltwater would quickly harden the lava to produce pillow-shaped masses called pillow lava. In places, the pillow lava will fracture to create other types of volcanic deposits called pillow breccia, tuff breccia, and hyaloclastite. If magma intruded and melted a vertical pipe through the overlying glacier, the partially molten mass would cool as a large block with gravity flattening its upper surface to form a flat-topped, steep-sided subglacial volcano called a tuya. The term tuya originates from Tuya Butte in far northern British Columbia. While still in graduate school in 1947, Canadian geologist William Henry Mathews coined the term "tuya" to refer to these distinctive volcanic formations and was one of the first people on Earth to describe in detail these types of subglacial volcanoes. Tuya Butte is the first such landform analyzed in the geological literature, and its name has since become standard worldwide among volcanologists in referring to and writing about tuyas. Other subglacial volcanoes, including subglacial mounds, are formed when the erupted magma is not hot enough to melt through the overlying glacial ice. Once the glaciers melt away, the tuyas and subglacial mounds would reappear with a distinctive shape as a result of their confinement within glacial ice. Because volcanic activity in Western and Northern Canada was contemporaneous with the ebb and flow of past glaciations, other volcanoes display ice-contact features. Mount Garibaldi in southwestern British Columbia is the only major volcano in North America known to have formed upon a regional ice sheet during the last glacial period, which began 110,000 years ago and ended between 10,000 and 15,000 years ago. Hoodoo Mountain in northern British Columbia was contained within basins thawed in the ice and assumed the flat-topped, steep-sided form of a tuya. Pyramid Mountain, in the Shuswap Highland of east-central British Columbia, was formed under more than 1,000 متر (3,300 قدم) of glacial ice to assume the form of a subglacial mound. The Fort Selkirk Volcanic Field in central Yukon contains volcanic features that were erupted subglacially when the large Cordilleran Ice Sheet existed in this area between 0.8 and one million years ago. |
| Submarine eruptions                    |  | Submarine eruptions are eruptions that occur underwater. The appearance of these eruptions is different from those that occur on land. When lava erupts it will be quickly cooled by the unlimited supply of water surrounding a submarine volcano, creating pillow lava. Explosive fragmentation of lavas forms hyaloclastites. Deep-sea submarine eruptions usually occur where the ocean floor is being pulled apart by plate tectonic movements called mid-ocean ridges, where about 75% of the Earth's magmatic eruptions occur. Shallow submarine eruptions can cause explosions of steam and volcanic ash called Surtseyan eruptions, named for the island of Surtsey off the southern coast of Iceland. Explosive submarine eruptions usually eject large quantities of very light volcanic rock called pumice. This very light volcanic rock can initially float on water, forming long-lived rafts of floating pumice carried long distances from the volcano by ocean currents. Lava flows entering water can cause explosions that form piles of ash and rubble similar to cinder cones, although they were formed from rootless vents not located above a magma conduit. The deformed volcanic sequences that form greenstone belts in the Canadian Shield contain hyaloclastite and pillow lavas, indicating these areas were once below sea level and the lava was rapidly cooled underwater. Pillow lavas more than two billion years old indicate large submarine volcanoes existed during the early stages of the Earth's formation. |
| Pelèan eruptions                       |  | Peléan eruptions are violent eruptions characterized by fast-moving streams of hot volcanic gas and rock called pyroclastic flows or nuées ardentes. Named for the stratovolcano Mount Pelée on the island of Martinique in the Caribbean Sea, Peléan eruptions occur when thick magma, typically of rhyolite، dacite and andesite type, is involved, and share some similarities with another type of explosive eruption known as Vulcanian eruptions. The thick magma associated with Peléan eruptions can form lava domes and lava spines in the volcano's vent or on the volcano's summit. Lava domes are steep-sided lava masses frequently circular in plan view and spiny, rounded, or flat on top. If a lava dome is created, it may later collapse, forming an ash column and sending flows of ash and hot volcanic blocks down the volcano's flanks. Lava spines are upright cylindrical masses of lava caused by the upward squeezing of pasty lava inside a volcanic vent. |
| Plinian eruptions                      |  | Plinian eruptions are large explosive eruptions that form pyroclastic flows and enormous dark columns of tephra and gas that commonly rise into the second layer of the Earth's atmosphere. Named for Roman natural philosopher Pliny the Younger, these spectacularly explosive eruptions are associated with magmas of high viscosity and gas content such as dacite and rhyolite and typically occur at calderas and stratovolcanoes. The duration of these eruptions is highly variable, ranging from hours to days, and they commonly occur at volcanic arcs where the Earth's tectonic plates are moving towards one another, with one sliding underneath the other called a subduction zone. Although Plinian eruptions typically involve magma with high levels of silica, such as dacite and rhyolite, they can occasionally occur at volcanoes characterized by passive basaltic eruptions, including shield volcanoes, when the magma chambers become differentiated and zoned to create a siliceous top. In some cases, a basaltic shield volcano may have periods of explosive activity to form a stratovolcano mounted on top of the shield volcano. An example of this activity includes the massive Level Mountain shield volcano in northwestern British Columbia, which is capped by a 860 كيلومتر مكعب (206 ميل3) dissected stratovolcano. Following massive Plinian eruptions, temperatures may decrease to cause volcanic winters. Volcanic winters are caused by volcanic ash and droplets of sulfuric acid obscuring the sun's light, usually after a volcanic eruption. A massive (VEI-7) Plinian eruption in 1815 from Mount Tambora on the island of Sumbawa، Indonesia expelled more than 150 كيلومتر مكعب (36 ميل3) of volcanic ash around the Earth, causing particularly long, dark and harsh volcanic winters in Eastern Canada from 1816 to 1818. The result of this was the large amount of volcanic ash blocking out the sun's light, causing the Earth's temperature and visibility to decrease. The first volcanic winter in 1816, known as the Year Without a Summer, affected the Canadian province of Newfoundland and Labrador. In February 1816, a fire swept through St. John's, leaving 1,000 people homeless and in May during the following year, frost killed most of the crops that had been planted. In June, two large winter storms occurred throughout Eastern Canada, resulting in several casualties. The cause was limited amount of food supplies, and further deaths from those who, in a hunger-weakened state, then succumbed to disease. Nearly a foot of snow was observed in Quebec City. Rapid, dramatic temperature swings were common, with temperatures sometimes reverting from normal or above-normal summer temperatures as high as 35 °C to near-freezing within hours. In November 1817, two more fires swept through St. John's, leaving another 2,000 people poor. Many who had somewhere to live had low amounts of food or fuel for heating. The volcanic winters were also felt in the Maritime provinces, which includes Nova Scotia، New Brunswick and Prince Edward Island. |

## شرق كندا

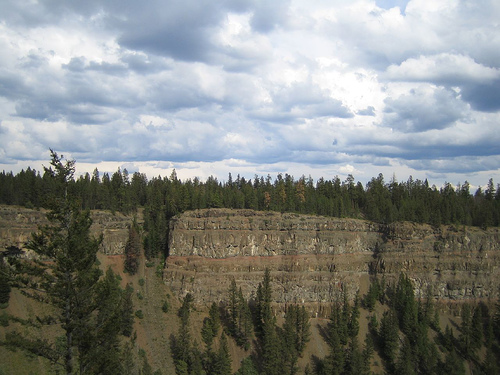
تراكم طبقات من البازلت ونمو الاشجار فوقها في منتزه مقاطعة)جاسم Chasm(في كندا.

يعد حزام أبيتيبي من الحجر الأخضر الذي يبلغ عمره 2677 مليون عام في أونتاريو وكيبيك أحد أكبر أحزمة الحجر الأخضر من العصر الأركيولوجي على الأرض وأحد أصغر أجزاء الحجارة الفخمة التي تشكل جزءًا من الدرع الكندي. في حزام الحجر الأخضر Abitibi تحدث في أربع تجمعات حصوية معروفة باسم Pacaud و Stoughton-Roquemaure و Kidd-Munro و Tisdale. يتم تفسير حزام الحجر الأخضر سويزي في الجنوب على أنه امتداد جنوبي غربي لحزام الحجر الأخضر أبيتيبي.
يتكون حزام الحجر الأخضر Archean Red Lake في غرب أونتاريو من البراكين البازلتية والكومايتية التي تتراوح أعمارها من 2925 إلى 2940 مليون سنة والبراكين الأصغر سنا من الريوليت والأنديسايت تتراوح أعمارهم بين 2730 و 2750 مليون سنة. وهي تقع في الجزء الغربي من منطقة أوشي الفرعية ، وهي سلسلة بركانية تتكون من عدد من أحزمة الحجر الأخضر.
يشكل حزام Circum-Superior الذي يبلغ عمره 1884 إلى 1870 مليون عام مقاطعة نارية كبيرة تمتد لأكثر من 3400 كيلومتر (2100 ميل) من حوض لابرادور في لابرادور وشمال شرق كيبيك على الرغم من حزام كيب سميث في شمال كيبيك ، بيلشر جزر في جنوب نونافوت ، أحزمة نهر فوكس وطومسون في شمال مانيتوبا ، حزام Winnipegosis komatiite في وسط مانيتوبا ، وعلى الجانب الجنوبي من Superior craton في حوض Animikie في شمال غرب أونتاريو. يوجد تسلسلان بركانيان رسوبيان في حوض لابرادور تتراوح أعمارهما بين 2،170 - 2140 مليون سنة و 1،883 - 1،870 مليون سنة. في حزام كيب سميث ، تتراوح أعمار مجموعتين بركانيتين من 2040 إلى 1870 مليون سنة تسمى مجموعة Povungnituk البركانية الرسوبية ومجموعة Chukotat. تحتوي جزر بلشر الواقعة في شرق خليج هدسون على تسلسلين بركانيين يعرفان باسم بركاني فلاهيرتي والإسكيمو. يتكون حزام نهر فوكس من براكين وعتبات ورواسب يبلغ عمرها حوالي 1،883 مليون عام بينما يرجع تاريخ الصهارة في حزام طومسون إلى 1880 مليون عام. إلى الجنوب تقع Winnipegosis komatiites البالغ عمرها 1864 مليون سنة. في حوض Animikie بالقرب من بحيرة سوبيريور ، يرجع تاريخ النشاط البركاني إلى 1880 مليون سنة.
خلال حقبة Mesoproterozoic في عصر ما قبل الكمبري منذ 1،109 مليون سنة ، بدأ شمال غرب أونتاريو في الانقسام لتشكيل نظام صدع منتصف القارة ، والذي يُطلق عليه أيضًا Keweenawan Rift. تشكلت تدفقات الحمم البركانية الناتجة عن الصدع في منطقة بحيرة سوبيريور من الصهارة البازلتية. كان تصاعد هذه الصهارة ناتجًا عن نقطة ساخنة أنتجت تقاطعًا ثلاثيًا بالقرب من بحيرة سوبيريور. صنعت النقطة الساخنة قبة تغطي منطقة بحيرة سوبيريور. اندلعت تدفقات الحمم البازلتية الضخمة من المحور المركزي للصدع ، على غرار الصدع الذي شكل المحيط الأطلسي. تمتد الذراع الفاشلة 150 كيلومترًا (93 ميلًا) شمالًا إلى البر الرئيسي لمقاطعة أونتاريو حيث تشكل تشكيلًا جيولوجيًا يُعرف باسم Nipigon Embayment. تشمل هذه الذراع الفاشلة بحيرة نيبيغون ، وهي أكبر بحيرة تقع بالكامل داخل حدود أونتاريو.
حدثت فترات من النشاط البركاني في جميع أنحاء وسط كندا خلال العصر الجوراسي والطباشيري. كان مصدر هذا النشاط البركاني عبارة عن منطقة طويلة العمر وثابتة من الصخور المنصهرة تسمى نيو إنجلاند أو النقطة الساخنة للنيزك العظيم. تسبب الحدث الأول في اندلاع صهارة الكمبرلايت في منطقة الأراضي المنخفضة لخليج جيمس في شمال أونتاريو قبل 180 مليون عام ، مما أدى إلى إنشاء حقل أتاوابيسكات كيمبرلايت. امتد حدث آخر للكمبرلايت على مدى 13 مليون سنة ما بين 165 و 152 مليون سنة ، مما أدى إلى إنشاء حقل كيمبرلايت بحيرة كيركلاند في شمال شرق أونتاريو. حدثت فترة أخرى من براكين الكمبرلايت في شمال شرق أونتاريو قبل 154 إلى 134 مليون سنة ، مما أدى إلى إنشاء حقل بحيرة Timiskaming كيمبرلايت. عندما تحركت صفيحة أمريكا الشمالية غربًا فوق نقطة نيو إنجلاند الساخنة ، خلقت نقطة نيو إنجلاند الساخنة عمليات اقتحام الصهارة لتلال مونتيريجيان في مونتريال في جنوب كيبيك. تم تفسير هذه المخزونات المتطفلة بشكل مختلف على أنها عمليات اقتحام المغذي للبراكين المنقرضة منذ فترة طويلة والتي كان من الممكن أن تكون نشطة منذ 125 مليون سنة ، أو على أنها عمليات اقتحام لم تخترق السطح أبدًا في نشاط بركاني. قد يكون عدم وجود مسار ملحوظ في النقاط الساخنة غرب تلال مونتيريجيان ناتجًا إما عن فشل عمود عباءة نيو إنجلاند في المرور عبر الصخور القوية الضخمة للدرع الكندي ، أو عدم وجود تدخلات ملحوظة ، أو إلى تقوية عمود وشاح نيو إنجلاند عندما اقتربت من منطقة تلال مونتيريجيان.
منذ حوالي 250 مليون سنة خلال أوائل العصر الترياسي ، كانت كندا الأطلسية تقع تقريبًا في وسط قارة عملاقة تسمى بانجيا. بدأت هذه القارة العملاقة في التصدع منذ 220 مليون سنة عندما تم سحب الغلاف الصخري للأرض بعيدًا عن الإجهاد الممتد ، مما أدى إلى تكوين حدود صفيحة متباينة تعرف باسم حوض Fundy. بدأ التركيز على الصدع في مكان ما بين حيث تم ضم شرق أمريكا الشمالية الحالية وشمال غرب إفريقيا. أثناء تكوين حوض فوندي ، لم يتوقف النشاط البركاني أبدًا كما يتضح من الاندفاع المستمر للحمم البركانية على طول سلسلة جبال وسط الأطلسي ؛ تشكلت سلسلة جبال بركانية تحت الماء في المحيط الأطلسي نتيجة لاستمرار انتشار قاع البحر بين شرق أمريكا الشمالية وشمال غرب إفريقيا. مع استمرار تشكيل حوض Fundy قبل 201 مليون سنة ، اندلعت سلسلة من تدفقات الحمم البازلتية ، مما شكل سلسلة جبال بركانية في الجزء الرئيسي من جنوب غرب نوفا سكوشا المعروفة باسم الجبل الشمالي ، وتمتد على بعد 200 كيلومتر (120 ميل) من جزيرة برير في الجنوب إلى كيب سبليت في الشمال. تغطي هذه السلسلة من تدفقات الحمم البركانية معظم حوض Fundy وتمتد تحت خليج Fundy حيث تتعرض أجزاء منه على الشاطئ في مجتمع Five Islands الريفي ، شرق Parrsboro على الجانب الشمالي من الخليج. توجد سدود كبيرة بعرض 4 إلى 30 مترًا (13-98 قدمًا) في جميع أنحاء جنوب نيو برونزويك مع أعمار وتركيبات مشابهة لبازلت الجبل الشمالي ، مما يشير إلى أن هذه السدود كانت مصدر تدفقات الحمم الجبلية الشمالية. ومع ذلك ، فإن North Mountain هي بقايا سمة بركانية أكبر تم تآكلها الآن إلى حد كبير بناءً على وجود صدوع وتآكل حدودي للحوض. قاومت سلسلة التلال البازلتية الصلبة في نورث ماونتن طحن الصفائح الجليدية التي تدفقت فوق هذه المنطقة خلال العصور الجليدية الماضية ، وتشكل الآن جانبًا واحدًا من وادي أنابوليس في الجزء الغربي من شبه جزيرة نوفا سكوتيا. تتدفق طبقات الحمم البركانية للجبال الشمالية التي يقل سمكها عن 175 مترًا (574 قدمًا) في مكاي هيد ، وهي تشبه إلى حد كبير تلك الموجودة في بعض بحيرات الحمم البركانية في هاواي ، مما يشير إلى حدوث ثورات بركانية في هاواي أثناء تكوين الجبل الشمالي.
على فوجو الجبال البحرية ، وتقع 500 كيلومتر (311 ميل) الخارج من نيوفاوندلاند إلى الجنوب الغربي من المصارف الكبرى ، يتكون من البراكين المغمورة مع التواريخ التي يعود تاريخها إلى أوائل العصر الطباشيري الفترة على الأقل 143 مليون سنة مضت. قد يكون واحد أو اثنين من الأصول. على فوجو الجبال البحرية قد تشكلت على كسر مناطق في المحيط الأطلسي في قاع البحر بسبب العدد الكبير من الجبال البحرية في أمريكا الشمالية القاري. التفسير الآخر على أصلهم هو أنها شكلت فوق عباءة عمود المرتبطة الكناري أو جزر الأزور النقاط الساخنة في المحيط الأطلسي ، على أساس وجود كبار السن الجبال البحرية شمال الأصغر الجبال البحرية إلى الجنوب الشرقي. وجود مسطحة تصدرت الجبال البحرية في جميع أنحاء فوجو سلسلة جبال أمبرور البحرية وحيد تشير إلى بعض هذه الجبال البحرية كان مرة واحدة وقفت فوق مستوى سطح البحر مثل الجزر التي كانت نشاطا بركانيا. بهم التسطيح يرجع إلى تآكل السواحل ، مثل الأمواج والرياح. غواصة أخرى البراكين البحرية من شرق كندا تشمل سيئة درس نيوفاوندلاند الجبال البحرية.

## غرب كندا
إن حزام الحجر الأخضر Flin Flon في وسط مانيتوبا وشرق وسط ساسكاتشوان عبارة عن مجموعة من صخور القوس البركاني المشوهة التي يتراوح عمرها من 1904 إلى 1864 مليون سنة خلال التقسيم الفرعي للعصر القديم من عصر ما قبل الكمبري.  النشاط البركاني بين 1890 و 1864 منذ مليون سنة أنتجت أحسب القلوية انديسايت-الريوليت الصهارة والنادرة shoshonite وtrachyandesite الصهارة في حين وقع البراكين قوس البالغ من العمر 1،904 مليون في واحد أو أكثر منفصلة الجزر البركانية التي ربما تتميز الاندساس السريع من قشرة محيطية رقيقة وكبيرة إلى الوراء - أحواض ارك . في المقابل ، تشير البراكين الأصغر التي يبلغ عمرها 1890 مليون سنة إلى دليل على سماكة القشرة الأرضية. كان هذا بسبب النمو طويل الأمد للأقواس البركانية من خلال النشاط البركاني المستمر والسمك التكتوني المرتبط بتصادمات القوس وتشوه القوس المتتالي. جاء ذلك بعد حدث بناء جبلي ضخم يسمى تكوين جبال ترانس هدسون .
كانت فترة العصر الطباشيري قبل 145-66 مليون سنة فترة لبراكين الكمبرلايت النشط في الحوض الرسوبي الكندي الغربي لألبرتا وساسكاتشوان. شكل حقل Fort à la Corne kimberlite في وسط ساسكاتشوان 104 حتى 95 منذ مليون سنة خلال أوائل العصر الطباشيري . على عكس معظم حقول الكمبرلايت على الأرض ، تشكل حقل Fort à la Corne kimberlite خلال أكثر من حدث ثوراني واحد.  تعد الكمبرلايت الخاصة بها من بين أكثر الأمثلة اكتمالاً على الأرض ، حيث تحافظ على أنابيب الكمبرلايت وبراكين مار .  تتكون مقاطعة كيمبرلايت الشمالية في ألبرتا من ثلاثة حقول كيمبرلايت تُعرف باسم جبال بيرش وتلال بوفالو هيد ومجموعة ماونتين ليك .  يتكون مجال الكمبرليت جبال بيرش من ثمانية أنابيب الكمبرلايت تعرف باسم فينيكس ، التنين ، زينا ، الأسطورة و فالكيري ، التي يرجع تاريخها ما يقرب من 75 مليون سنة. سيطر بركان الكمبرلايت المتفجر على حقل الكمبرلايت بافالو هيد هيلز من 88 منذ مليون سنة إلى 81 منذ مليون سنة ، تشكلت معاصر .  تتشابه Kimberlites الموجودة في حقل Buffalo Head Hills مع تلك المرتبطة بحقل Fort à la Corne kimberlite في وسط ساسكاتشوان. تشكلت أنابيب الكمبرلايت في كتلة بحيرة الجبل خلال فترة زمنية مماثلة مع حقل جبال بيرش 77 منذ مليون سنة.

### تشكيل شمال غرب المحيط الهادئ

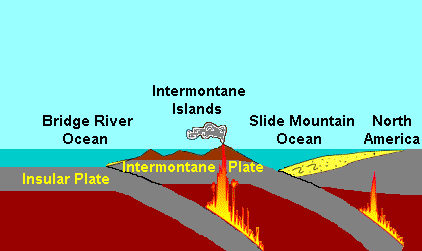
كانت الصفائح التكتونية لجزر إنترمونتان تقوس منذ 195 مليون سنة.

بدأ الجزء الكندي من شمال غرب المحيط الهادئ بالتشكل خلال الفترة الجوراسية المبكرة عندما اصطدمت مجموعة من الجزر البركانية النشطة بحافة قارية موجودة مسبقًا وخط ساحلي لغرب كندا.  تشكلت هذه الجزر البركانية ، المعروفة باسم جزر إنترمونتان من قبل علماء الجيولوجيا ، على صفيحة تكتونية موجودة مسبقًا تسمى صفيحة إنترمونتان حوالي 245 قبل مليون سنة عن طريق اندساس الصفيحة الجزائرية السابقة إلى الغرب خلال العصر الترياسي . تسجل منطقة الاندساس هذه منطقة اندساس أخرى تسمى خندق إنترمونتان تحت محيط قديم بين جزر إنترمونتان والحافة القارية السابقة لغرب كندا تسمى Slide Mountain Ocean . هذا الترتيب لمنطقتين اندساس متوازيين غير معتاد في وجود عدد قليل جدًا من مناطق الاندساس التوأم على الأرض ؛ يعد الحزام المحمول الفلبيني قبالة الساحل الشرقي لآسيا مثالاً على منطقة اندساس توأم حديثة. مع اقتراب صفيحة إنترمونتان من الهامش القاري الموجود مسبقًا عن طريق الانغماس المستمر تحت المحيط الجبلي المنزلق ، اقتربت جزر إنترمونتان من الهامش القاري السابق والساحل لغرب كندا ، مما يدعم قوسًا بركانيًا على الحافة القارية السابقة لغرب كندا . عندما انجرفت صفيحة أمريكا الشمالية غربًا واستمرت صفيحة إنترمونتان في الانجراف شرقًا إلى الحافة القارية القديمة لغرب كندا ، بدأ المحيط الجبلي المنزلق في الإغلاق عن طريق الانغماس المستمر تحت المحيط الجبلي المنزلق. تشوشت منطقة الاندساس هذه في النهاية وأغلقت تمامًا حوالي 180 قبل مليون سنة ، أنهى القوس البركاني على الحافة القارية القديمة لغرب كندا وجزر إنترمونتان ، مما شكل سلسلة طويلة من الصخور البركانية والرسوبية المشوهة تسمى حزام إنترمونتان ، والتي تتكون من وديان مقطوعة بعمق وهضاب عالية ومرتفعات متدحرجة . كما سحق هذا التصادم و مطوية الرسوبية والصخور النارية ، وخلق سلسلة جبال تسمى كووتني أضعاف الحزام الذي كان قائما في أقصى شرق كولومبيا البريطانية.